# Ioan Szigeti
Ioan Szigeti (n. 11 iunie 1934, Galați, România - d. 30 august 2022, Brașov, Romania) a fost un fotbalist român de etnie maghiară. Și-a făcut junioratul la Baia Mare.
În cariera lui de fotbalist a  jucat la Metalul Baia Mare (Divizia B) până în 1954 (an în care Metalul Baia Mare a ratat calificarea in Divizia A) după care s-a transferat la Metalul Câmpia Turzii (Divizia B) și cu care la 9 decembrie 1956 a jucat finala Cupei României (sub denumirea de Energia Câmpia Turzii) cu Progresul București, meci pierdut cu 2-0. La sfârșitul anului 1956, s-a transferat la Steagul Roșu Brașov. A făcut parte timp de 10 ani din generația Silviu Ploeșteanu alături de multe glorii ale echipei din care făceau parte Nicolae Proca, Gheorghe Fusulan, Gheorghe Ciripoi, Tică Constantinescu, Gheorghe Percea, Octavian Zaharia, Gheorghe Raicu, Ștefan Hidișan, Niculae Campo, Alexandru Meszaroși, Vasile Szeredai, Dorin Gane, Valer Târnăveanu, Necula Dorin, Nicolae Pescaru, Emanoil Hasoti, Csaba Györffy. A fost component al echipei care a câștigat Cupa Balcanica în anul 1961 și jucat în celebrul meci cu Espanyol Barcelona (echipa lui Alfredo Di Stefano) în Cupa Orașelor Târguri în care după 1-3 la Barcelona și 4-2 la Brașov, s-a jucat al treilea meci tot la Brașov și s-a încheiat 1-0 pentru Espanyol. A jucat 199 meciuri în Divizia A pentru Steagul Roșu Brașov (plus 10 meciuri în Cupa de Primăvară în 1957 care era un fel de Divizia A pentru trecerea la campionatul toamnă - primăvară) și a înscris 5 goluri. A mai jucat 5 meciuri în Cupa Orașelor Târguri (care s-a transformat ulterior în Cupa UEFA). Și-a încheiat cariera de jucător la Minerul Bălan (Divizia C). După aceea, a antrenat echipele Minerul Bălan și Carpați Brașov în diferite perioade.
Primul meci disputat în Divizia A a fost Energia Steagul Roșu Brașov - Progresul București, 3-1, disputat pe 18 august 1957. Ultima partidă disputată  pe prima scenă a fotbalului românesc a avut loc pe data de 12 noiembrie 1967, Rapid București - Steagul Roșu Brașov, 1-0.